# Cantó de Montbazon
El cantó de Montbazon és un cantó francès del departament de l'Indre i Loira, situat al districte de Tours. Té 7 municipis i el cap és Montbazon.

## Municipis
- Artannes-sur-Indre
- Montbazon
- Monts
- Pont-de-Ruan
- Sorigny
- Veigné
- Villeperdue

## Història
| Data d'elecció                           | Identitat            | Partit                | Qualitat |
| ---------------------------------------- | -------------------- | --------------------- | -------- |
| 1945-1957                                | Paul Louis-Guillaume | radical, després SFIO |          |
| 1957-1970                                | Étienne Cosson       | Divers droite         |          |
| 1970-1976                                | Robert Prunier       | Divers droite         |          |
| 1976-1982                                | M. Lemoine           | PS                    |          |
| 1982-1985                                | James Bordas         | UDF                   |          |
| 1985-1992                                | Louis Le Bescam      | Divers droite         |          |
| 1992-1995                                | Régis Ramage         | Divers droite         |          |
| 1995-1998                                | Hubert Marionnaud    | Divers droite         |          |
| 1998-                                    | Marisol Touraine     | PS                    |          |
| les dades anteriors no són pas conegudes |                      |                       |          |
|                                          |                      |                       |          |